# Чемпионат Москвы по футболу 1913
Чемпионат Москвы по футболу 1913 стал IV первенством, организованным Московской футбольной лигой (МФЛ).
Турнир главных команд (Класс «А») носил название Кубок Фульда.
Чемпионом в четвёртый раз стал клуб КС «Орехово».

## Организация и проведение турнира
Структура первенства первопрестольной в этом сезоне была практически полностью идентична прошлогодней: в классе «А» выступали семь клубов (место неудачника прошлого сезона — «Сокольнического» КС, занял его «тезка» — «Сокольнический» КЛ, победитель прошлогоднего первенства в классе «Б» — кубке Мусси; ещё осенью МФЛ было принято решение о сохранении за СКС места в классе «А» на данный сезон (он стал бы восьмым клубом), но футбольная секция «Сокольнического» КС прекратила свое существование).
Эти семь клубов могли выставить каждый по три команды (в реальности же так смогли поступить не все клубы: II команд было заявлено только шесть, III — только пять), которые разыграли традиционные кубки для команд класса «А» (Фульда, Вашке и Миндера).
В классе «Б» за кубок Мусси соревновались пять клубов (каждый клуб мог выставить по две команды; в реальности также не все клубы сумели воспользоваться этим правом — II команд было всего четыре).
Ввиду существенного расширения лиги был сформирована ещё одна группа — «Категория новых клубов». Здесь соревновались десять клубов, первые команды которых были разделены на две подгруппы (предусматривался финал между победителями), вторые команды (их было всего пять) соревновались все вместе.
Таким образом, всего в чемпионате на семи соревновательных уровнях приняли старт 42 команды, представлявшие 19 клубов.
На высшем уровне (первые команды класса «А») участвовали 7 команд
- КС «Орехово»
- «Сокольнический» КЛ
- «Замоскворецкий» КС
- «Унион»
- КФ «Сокольники»
- «Британский» КС
- «Новогиреево»

По итогам первенства был предусмотрен обмен между классами: победитель в классе «Б» заменял в будущем сезоне неудачника класса «А».

## Ход турнира (I команды класса «А»)
Чемпионат стартовал 4 августа. Игры прошли в два круга.

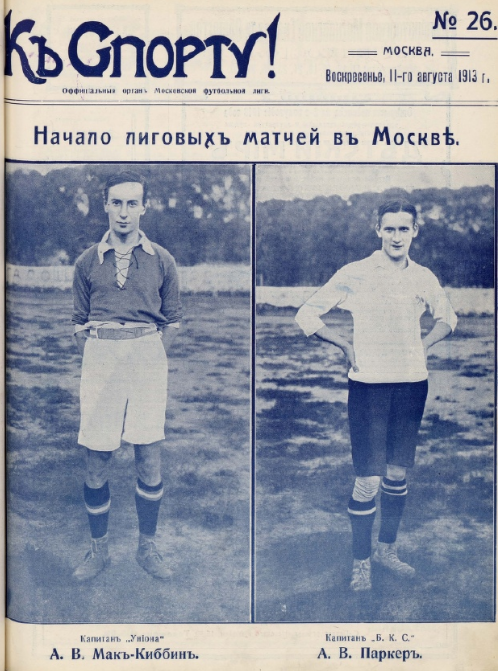
Капитаны «Униона» и БКС в первом матче сезона 4 августа

Как и предыдущие, это первенство не смогло подарить интригу в определении чемпиона: Клуб Спорта «Орехово», из года в год являвший публике новых замечательных игроков (как британцев, так и коренных уроженцев), вновь был вне всякой конкуренции, набрав недосягаемое для преследователей количество очков уже после 6-го (!) тура календаря («морозовцам», сыгравшим на матч больше остальных, оставалось провести ещё 5 игр), проиграв, как и в трех предыдущих сезонах, всего один раз (на этот раз дебютантам из «Сокольнического» КЛ).
А вот борьба за последующие места была весьма интересной (причем значительную часть сезона борьба за призовые места и борьба за выживание были неразделимы: практически все команды одновременно претендовали и на то, и на другое).

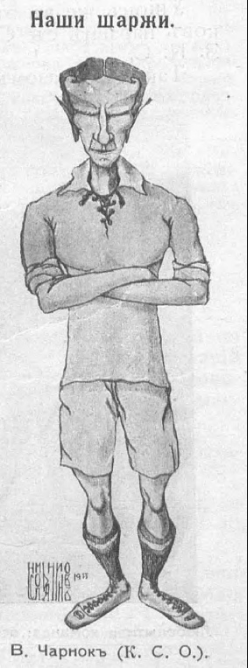
Вилли Чарнок (шарж)

Поначалу традиционно уверенно начал турнир «Британский» КС. Однако после увлекательного и обоюдоострого матча 1-го тура с «Унионом» (в котором в стычке с М.Смирновым британский полузащитник Филипс позволил себе рукоприкладство — оба игрока были удалены и в дальнейшем дисквалифицированы МФЛ на несколько игр) в среде болельщиков начали возникать устойчивые «антибританские» настроения; агрессивно ведущая себя публика переполняла трибуны на каждом матче «Британского» КС, создавая, по словам британцев, «невыносимую атмосферу» (некоторых особо рьяных приходилось «выставлять за ворота клуба»). Просьбу БКС о проведении матчей без зрителей МФЛ отклонила; в результате во второй половине сезона британские футболисты начали всячески уклоняться от участия в матчах (на игру второго круга с тем же «Унионом» вышли всего 8 человек, с «Замоскворецким» КС играли те, кого удалось уговорить, на матч с «Сокольническим» КЛ команда не явилась вовсе) и БКС, потерпев ряд сокрушительных поражений, растерял преимущество и «скатился» в итоге на предпоследнее место.
Остальные клубы также не отличались стабильностью в упорной борьбе равных по силам — в итоговой таблице пять команд (со 2-й по 6-ю) уместились в четырёхочковый промежуток. Лишь «Унион», показывающий временами симпатичную игру и упорно боровшийся весь турнир, «сдал» в последних играх.
По завершении сезона на заседаниях комитета МФЛ представители «Униона» неоднократно пытались «дипломатическим путем», заручившись поддержкой ряда клубов, «спасти» клуб и оставить его в классе «А» на будущий сезон (использовались ссылки на прошлогодний прецедент и на некоторые неоднозначно трактуемые события нынешнего первенства). В результате многодневных дебатов по этому вопросу был поднят и решен ряд проблем: в частности, изменён, начиная со следующего сезона, порядок обмена между классами «А» и «Б» (теперь предполагался дополнительный матч между заинтересованными командами), уточнен порядок наказания клубов за неявки на матчи и использование нелегитимных футболистов; но «Унион» в конце концов был все же отправлен в класс «Б».

### Турнирная таблица
| № | Команды             | 1       | 2       | 3       | 4       | 5       | 6       | 7       | В  | Н | П | М       | О  |
| - | ------------------- | ------- | ------- | ------- | ------- | ------- | ------- | ------- | -- | - | - | ------- | -- |
|   | КС «Орехово»        |         | 9:3 2:0 | 2:1     | 2:0 1:2 | 6:2 2:1 | 5:1 7:3 | 2:0 4:1 | 11 | 0 | 1 | 44 — 15 | 22 |
|   | «Новогиреево»       | 0:2 3:9 |         | 2:2 1:4 | 3:1 1:2 | 1:0 2:0 | 1:1     | 6:1 4:1 | 5  | 3 | 4 | 25 — 24 | 13 |
|   | «Замоскворецкий» КС | 1:2     | 4:1 2:2 |         | 9:0 1:2 | 1:4 2:2 | 6:0 1:1 | 3:3 9:2 | 4  | 4 | 4 | 40 — 21 | 12 |
| 4 | «Сокольнический» КЛ | 2:1 0:2 | 2:1 1:3 | 2:1 0:9 |         | 4:1 1:4 | +:- 0:4 | 1:1     | 5  | 2 | 5 | 14 — 28 | 12 |
| 5 | КФ «Сокольники»     | 1:2 2:6 | 0:2 0:1 | 2:2 4:1 | 4:1 1:4 |         | 1:2 3:1 | 1:1 3:1 | 4  | 2 | 6 | 22 — 24 | 10 |
| 6 | «Британский» КС     | 1:5 3:7 | 1:1     | 1:1 0:6 | 4:0 -:+ | 1:3 2:1 |         | 4:2 1:4 | 3  | 3 | 6 | 19 — 31 | 9  |
| 7 | «Унион»             | 1:4 0:2 | 1:4 1:6 | 2:9 3:3 | 1:1     | 1:3 1:1 | 4:1 2:4 |         | 1  | 4 | 7 | 18 — 39 | 6  |

### Матчи
| 4 авг | КС «Орехово» | 2:0 | «Сокольнический» КЛ | Орехово-Зуево                                                |
| |              |     |                     | Стадион: парк Морозовых Зрителей: 5 000 Судья: И.Савостьянов |
| КС «Орехово»: Гринвуд - Куликов, В.Мишин - А.Акимов, В.Чарнок, Н.Кынин - Голубков, Паур, Кротов, Томлинсон, Л.Золкин «Сокольнический» КЛ: Свифт - Тяпкин, В.Кононов - Попович, П.Иванов, Морозов-I - Ермаков, Н.Романов, Голдридж, Мартынов, Морозов-II |              |     |                     |                                                              |

| 4 авг | «Британский» КС     | 4:2 | «Унион» | Москва                                |
| | - Э.Томас - Боллдог |     |         | Стадион: поле «Униона» Судья: А.Шульц |
| «Британский» КС: Потс - Элиссон, Паркер - Хилл, Ньюман, Филипс ~50' - Мэй, Уэбстер, Э.Томас, Эрвинг, Боллдог · «Унион»: Таманцев - В.Иванов, В.Лаш - МкКиббин , Антропов-II, Фельгенгауэр - Л.Смирнов, М.Смирнов ~50', Манин, Горелов, А.Троицкий |                     |     |         |                                       |

| 4 авг | «Новогиреево» | 2:0 | КФ «Сокольники» | Москва                          |
| |               |     |                 | Стадион: поле СКС Судья: Д.Белл |
| «Новогиреево»: А.Мартынов - Н.Коротков, Воронцов - Скворцов, Горшков, Фосс - Г.Чинилин, Борисов, Гришин, П.Золкин, Николаев КФ «Сокольники»: Силуанов - Лопухов, Н.Савостьянов - Махлин-I, Розанов, Макарьевский - А.Филиппов, Шурупов, М.Филиппов, С.Филиппов, Н.Денисов |               |     |                 |                                 |

| 6 авг | КС «Орехово» | 2:0 | «Новогиреево» | Москва                           |
| |              |     |               | Стадион: поле ОЛЛС Судья: Д.Белл |
| КС «Орехово»: Гринвуд - Куликов, В.Мишин - А.Акимов, В.Чарнок, Н.Кынин - Голубков, Паур, Кротов, Томлинсон, Л.Золкин «Новогиреево»: А.Мартынов - Н.Коротков, Воронцов - Скворцов, Горшков, Фосс - Г.Чинилин, Борисов, Гришин, П.Золкин, Николаев |              |     |               |                                  |

| 6 авг | «Замоскворецкий» КС | 3:3 | «Унион»                               | Москва                           |
| | - В.Сысоев          |     | - 0:1′ 2:3′ А.Троицкий - 0:2′ Горелов | Стадион: поле ЗКС Судья: А.Шульц |
| «Замоскворецкий» КС: Бабыкин - Эйдж, Лебедев - Филатов-II, Воздвиженский, М.Романов - Н.Никитин, В.Сысоев, С.Романов, Житарев, Варенцов «Унион»: Матрин - В.Иванов, В.Лаш - Попов, Антропов-II, Фельдгенгауэр - Л.Смирнов, М.Смирнов, МкКиббин , Горелов, А.Троицкий |                     |     |                                       |                                  |

| 6 авг | «Сокольнический» КЛ | 4:1 | КФ «Сокольники» | Москва                            |
| |                     |     | - А.Филиппов    | Стадион: СКС Судья: И.Савостьянов |
| «Сокольнический» КЛ: Свифт - Тяпкин, В.Кононов - Попович, П.Иванов, Морозов-I - Ермаков, Финогенов, Голдридж, Мартынов, Морозов-II КФ «Сокольники»: Силуанов - Лопухов, Н.Савостьянов - Махлин-I, Розанов, Макарьевский - А.Филиппов, Шурупов, Баранов, С.Филиппов, Н.Денисов |                     |     |                 |                                   |

| 11 авг | КС «Орехово» | 5:1 | «Британский» КС | Орехово-Зуево                                                 |
| |              |     | - 2:1′ Мэй      | Стадион: парк Морозовых Зрителей: 11 000 Судья: И.Савостьянов |
| КС «Орехово»: Гринвуд - Куликов, В.Мишин - А.Акимов, В.Чарнок, Волков - Голубков, МкДональд, Кротов, Томлинсон, Л.Золкин «Британский» КС: Томас-III - Ф.Джонс, Паркер - Элиссон, Ньюман, Т.Джонс - Мэй, Уэбстер, Э.Томас, Эрвинг, Боллдог |              |     |                 |                                                               |

| 11 авг | «Унион»  | 1:1 | «Сокольнический» КЛ | Москва                               |
| | - (пен.) |     | - (пен.) - (пен.)   | Стадион: поле «Униона» Судья: Д.Белл |
| «Унион»: Матрин - В.Иванов, В.Лаш - Попов, Антропов-II, Фельдгенгауэр - Л.Смирнов, М.Смирнов, МкКиббин , Горелов, А.Троицкий «Сокольнический» КЛ: Свифт - Тяпкин, В.Кононов - Попович, П.Иванов, Морозов-I - Ермаков, Н.Романов, Голдридж, Мартынов, Морозов-II |          |     |                     |                                      |

| 11 авг | «Замоскворецкий» КС | 4:1 | «Новогиреево» | Москва                                           |
| | - В.Сысоев          |     |               | Стадион: поле ЗКС Зрителей: 2 000 Судья: А.Шульц |
| «Замоскворецкий» КС: Бабыкин - Эйдж, Лебедев - Филатов-II, Воздвиженский, М.Романов - Н.Никитин, В.Сысоев, С.Романов, Житарев, Варенцов «Новогиреево»: А.Мартынов - Н.Коротков, Воронцов - Скворцов, Горшков, Фосс - Г.Чинилин, Борисов, Гришин, П.Золкин, Николаев |                     |     |               |                                                  |

| 15 авг | КС «Орехово» | 2:1 | «Замоскворецкий» КС | Москва                           |
| |              |     | - В.Сысоев          | Стадион: поле ЗКС Судья: А.Шульц |
| КС «Орехово»: Гринвуд - Куликов, В.Мишин - ..., ..., ... - ..., МкДональд, Кротов, Томлинсон, Л.Золкин «Замоскворецкий» КС: Бабыкин - Эйдж, Лебедев - Филатов-II, ..., М.Романов - Н.Никитин, В.Сысоев, С.Романов, ..., Варенцов |              |     |                     |                                  |

| 15 авг | «Британский» КС | 4:0 | «Сокольнический» КЛ | Москва                                      |
| |                 |     |                     | Стадион: поле «Униона» Судья: И.Савостьянов |
| «Британский» КС: Томас-III - Ф.Джонс, Паркер - Элиссон, Ньюман, ... - Мэй, Уэбстер, Э.Томас, Эрвинг, Боллдог «Сокольнический» КЛ: Свифт - Тяпкин, В.Кононов - Попович, П.Иванов, Морозов-I - Ермаков, Н.Романов, Голдридж, Мартынов, Морозов-II |                 |     |                     |                                             |

| 15 авг | КФ «Сокольники» | 1:1 | «Унион» | Москва                          |
| |                 |     |         | Стадион: поле СКС Судья: Д.Белл |
| КФ «Сокольники»: Грамаков - Лопухов, А.Лобанов - Махлин-II, Розанов, Макарьевский - А.Филиппов, С.Филиппов, А.Петров, М.Филиппов, Н.Денисов «Унион»: Матрин - В.Иванов, В.Лаш - МкКиббин , Антропов-II, Фельгенгауэр - Л.Смирнов, Попов, Манин, Горелов, А.Троицкий |                 |     |         |                                 |

| 16 авг | КС «Орехово» | 6:2 | КФ «Сокольники» | Орехово-Зуево                                            |
| |              |     |                 | Стадион: парк Морозовых Зрителей: ~10 000 Судья: А.Шульц |
| КС «Орехово»: Гринвуд - Куликов, В.Мишин - А.Акимов, В.Чарнок, А.Степанов - Н.Кынин, МкДональд, Кротов, Томлинсон, Л.Золкин КФ «Сокольники»: Грамаков - Батунов, А.Лобанов - Махлин-II, Уткин, Макарьевский - А.Филиппов, С.Филиппов, Розанов, М.Филиппов, Н.Денисов |              |     |                 |                                                          |

| 18 авг | КС «Орехово» | 4:1 | «Унион»           | Москва                                                 |
| | - Кротов 75′ |     | - 1:1′ А.Троицкий | Стадион: поле «Униона» Зрителей: ~3 000 Судья: А.Шульц |
| КС «Орехово»: Гринвуд - Куликов, В.Мишин - А.Акимов, В.Чарнок, А.Степанов - Н.Кынин, МкДональд, Кротов, Томлинсон, Л.Золкин «Унион»: Матрин - В.Иванов, В.Миндер - МкКиббин , Антропов-II, Фельгенгауэр - Манин, М.Смирнов, В.Лаш, Горелов, А.Троицкий |              |     |                   |                                                        |

| 18 авг | «Новогиреево» | 1:1 | «Британский» КС | Москва                                            |
| |               |     |                 | Стадион: поле ОЛЛС Зрителей: ~3 000 Судья: Д.Белл |
| «Новогиреево»: А.Мартынов - Н.Коротков, Воронцов - Скворцов, Горшков, Тараскин - И.Чинилин, Борисов, Гришин, Фосс, Сашин «Британский» КС: Томас-III - Ф.Джонс, Паркер - Элиссон, Ньюман, Киркман - Хилл, Уэбстер, Э.Томас, Эрвинг, Боллдог |               |     |                 |                                                   |

| 18 авг | «Сокольнический» КЛ | 2:1 | «Замоскворецкий» КС | Москва                                 |
| |                     |     | - В.Сысоев          | Стадион: поле СКС Судья: И.Савостьянов |
| «Сокольнический» КЛ: Свифт - Матвеев, В.Кононов - Попович, П.Иванов, Морозов-I - Ермаков, Н.Романов, Голдридж, Мартынов, Морозов-II «Замоскворецкий» КС: Бабыкин - Эйдж, Лебедев - Мартынов, Воздвиженский, М.Романов - Н.Никитин, В.Сысоев, С.Романов, Житарев, Варенцов |                     |     |                     |                                        |

| 8 сен | КС «Орехово» | 2:1 | «Замоскворецкий» КС | Орехово-Зуево                          |
|       |              |     | - В.Сысоев          | Стадион: парк Морозовых Судья: Ермаков |

| 8 сен                                                                | «Новогиреево» | 4:1 | «Унион»      | Москва                                |
|                                                                      |               |     | - пен′ Манин | Стадион: поле «Униона» Судья: А.Мухин |
| «Новогиреево»: А.Мартынов - ... · «Унион»: ... М.Смирнов , Манин ... |               |     |              |                                       |

| 8 сен | «Британский» КС | 2:1 | КФ «Сокольники» | Москва                            |
|       |                 |     |                 | Стадион: СКС Судья: И.Савостьянов |

| 14 сен | КС «Орехово» | 2:1 | КФ «Сокольники» | Москва                          |
|        |              |     |                 | Стадион: поле СКС Судья: Д.Белл |

| 14 сен                                                                        | «Британский» КС | 1:1 | «Замоскворецкий» КС | Москва                                                 |
|                                                                               | - Мэй 1:0′      |     | - 1:1′ В.Сысоев     | Стадион: поле «Униона» Зрителей: ~2 000 Судья: А.Шульц |
| «Британский» КС: Томас-III (Э.Томас) - ... Мэй, Э.Томас, Ф.Джонс, Боллдог ... |                 |     |                     |                                                        |

| 14 сен                             | «Сокольнический» КЛ | 2:1 | «Новогиреево» | Москва                                  |
|                                    |                     |     |               | Стадион: поле ОЛЛС Судья: И.Савостьянов |
| «Сокольнический» КЛ: ... Жуков ... |                     |     |               |                                         |

| 15 сен                         | «Британский» КС | 1:1 | «Новогиреево» | Москва                                                 |
|                                |                 |     |               | Стадион: поле «Униона» Зрителей: ~2 000 Судья: А.Шульц |
| «Новогиреево»: ... Горшков ... |                 |     |               |                                                        |

| 15 сен | КФ «Сокольники» | 4:1 | «Замоскворецкий» КС | Москва                          |
|        |                 |     | - В.Сысоев          | Стадион: поле ЗКС Судья: Д.Белл |

| 15 сен                                                   | «Сокольнический» КЛ | 1:1 | «Унион» | Москва                                 |
|                                                          | - Н.Романов         |     | - В.Лаш | Стадион: поле СКС Судья: И.Савостьянов |
| «Сокольнический» КЛ: ... Морозов-I, Жуков, Н.Романов ... |                     |     |         |                                        |

| 22 сен               | «Замоскворецкий» КС | 9:2 | «Унион» | Москва                                |
|                      | - В.Сысоев          |     |         | Стадион: поле «Униона» Судья: А.Шульц |
| «Замоскворецкий» КС: |                     |     |         |                                       |

| 22 сен | КС «Орехово» | 9:3 | «Новогиреево» | Орехово-Зуево                         |
|        |              |     |               | Стадион: парк Морозовых Судья: Д.Белл |

| 22 сен | КФ «Сокольники» | 4:1 | «Сокольнический» КЛ | Москва                                 |
|        |                 |     |                     | Стадион: поле СКС Судья: И.Савостьянов |

| 26 сен                             | «Сокольнический» КЛ | 2:1 | КС «Орехово» | Москва                           |
|                                    |                     |     |              | Стадион: поле СКС Судья: А.Мухин |
| «Сокольнический» КЛ: ... Жуков ... |                     |     |              |                                  |

| 26 сен           | «Унион» | 4:1 | «Британский» КС | Москва                                |
|                  |         |     |                 | Стадион: поле «Униона» Судья: А.Шульц |
| «Британский» КС: |         |     |                 |                                       |

| 26 сен | «Новогиреево» | 2:2 | «Замоскворецкий» КС | Москва                                  |
|        |               |     |                     | Стадион: поле ОЛЛС Судья: И.Савостьянов |

| 29 сен | «Новогиреево» | 6:1 | «Унион» | Москва                           |
|        |               |     |         | Стадион: поле ОЛЛС Судья: Д.Белл |

| 29 сен | «Замоскворецкий» КС | 9:0 | «Сокольнический» КЛ | Москва                                                 |
|        | - В.Сысоев          |     |                     | Стадион: поле ЗКС Зрителей: 2 000 Судья: И.Савостьянов |

| 29 сен | КФ «Сокольники» | 3:1 | «Британский» КС | Москва                                |
| |                 |     |                 | Стадион: поле «Униона» Судья: А.Мухин |
| «Британский» КС: Гранд - Ф.Джонс, Р.Казалет - Керкман, Ньюман, Ланн - Элиссон, Хилл, Э.Томас, Боллдог, Уэбстер |                 |     |                 |                                       |

| 1 окт | КС «Орехово» | 2:0 | «Унион» | Орехово-Зуево                                |
|       |              |     |         | Стадион: парк Морозовых Судья: И.Савостьянов |

| 1 окт | «Новогиреево» | 1:0 | КФ «Сокольники» | Москва                            |
|       |               |     |                 | Стадион: поле ОЛЛС Судья: А.Мухин |

| 1 окт | «Сокольнический» КЛ | +:- | «Британский» КС | Москва |

| 13 окт | «Замоскворецкий» КС | 6:0 | «Британский» КС | Москва                             |
|        | - В.Сысоев          |     |                 | Стадион: поле ЗКС Судья: С.Булычев |

| 13 окт | «Новогиреево» | 3:1 | «Сокольнический» КЛ | Москва                          |
|        |               |     |                     | Стадион: поле СКС Судья: Д.Белл |

| 13 окт | КФ «Сокольники» | 3:1 | «Унион» | Москва                                      |
|        |                 |     |         | Стадион: поле «Униона» Судья: И.Савостьянов |

| 20 окт | КФ «Сокольники» | 2:2 | «Замоскворецкий» КС | Москва                           |
|        |                 |     | - Житарев           | Стадион: поле СКС Судья: Ермаков |

| 20 окт | КС «Орехово» | 7:3 | «Британский» КС | Москва                                  |
|        |              |     |                 | Стадион: поле «Униона» Судья: С.Булычев |

### Потуровая таблица[18]
| № тура / Команда    | 1            | 2 | 3 | 4 | 5 | 6 | 7 | 8 | 9 | 10 | 11 | 12 | 13 | 14 |   |
| ------------------- | ------------ | - | - | - | - | - | - | - | - | -- | -- | -- | -- | -- | - |
| № тура / Команда    | КС «Орехово» | 2 | 1 | 1 | 1 | 1 | 1 | 1 | 1 | 1  | 1  | 1  | 1  | 1  | 1 |
| «Новогиреево»       | 1            | 4 | 6 | 6 | 5 | 3 | 4 | 4 | 5 | 5  | 4  | 3  | 2  | 2  |   |
| «Замоскворецкий» КС | 7            | 5 | 2 | 3 | 4 | 5 | 5 | 5 | 4 | 4  | 3  | 4  | 4  | 3  |   |
| «Сокольнический» КЛ | 6            | 3 | 3 | 5 | 3 | 4 | 3 | 3 | 3 | 2  | 2  | 2  | 3  | 4  |   |
| КФ «Сокольники»     | 5            | 7 | 7 | 7 | 7 | 7 | 7 | 7 | 6 | 7  | 6  | 6  | 5  | 5  |   |
| «Британский» КС     | 3            | 2 | 5 | 2 | 2 | 2 | 2 | 2 | 2 | 3  | 5  | 5  | 6  | 6  |   |
| «Унион»             | 4            | 6 | 4 | 4 | 6 | 6 | 6 | 6 | 7 | 6  | 7  | 7  | 7  | 7  |   |

### Матч «Чемпион — Сборная»
Традиционный матч был проведен сразу после завершения первенства; в перерыве между таймами победителям (также по традиции) был вручен кубок.
| 22 окт | КС «Орехово» | 3:2 | Москва | Орехово-Зуево                                |
| |              |     |        | Стадион: парк Морозовых Судья: И.Савостьянов |
| КС «Орехово»: Гринвуд - Куликов, В.Мишин - Э.Чарнок, В.Чарнок, А.Степанов - Н.Кынин, МкДональд, Кротов, Томлинсон, Голубков Москва: А.Мартынов - Кастелло, Морозов-I - Попович, М.Романов, Воздвиженский - С.Романов, Н.Никитин, Н.Денисов, Житарев, Фосс |              |     |        |                                              |

|  |  |  |

## Галерея

### Команды
|  |  |  |  |

### Матчи
|  |  |  |  |  |

## Низшие уровни

### Кубок Вашке (II команды класса «А»)
Победитель — «Новогиреево» — II
2. КС «Орехово» — II 3. «Замоскворецкий» КС — II 4. «Унион» — II 5. КФ «Сокольники» — II 6. «Сокольнический» КЛ — II

### Кубок Миндера (III команды класса «А»)
Победитель — КФ «Сокольники» — III
2. «Замоскворецкий» КС — III 3. «Новогиреево» — III 4. «Унион» — III 5. «Сокольнический» КЛ — III

### Кубок Мусси (класс «Б»)
Победитель — МКЛС (получил право на будущий сезон выступать в классе «А»)
2. ОЛЛС 3. «Физическое воспитание» 4. «Измайловский» КС 5. «Чухлинка-Шереметьевский» КС

### Турнир для II команд класса «Б»
Победитель — «Физическое воспитание» — II
2. ОЛЛС — II 3. МКЛС — II 4. «Измайловский» КС — II

### Категория новых клубов

#### Подгруппа 1
1. «Пушкино» 2. «Спарта» 3. «Черкизово» 4. Николаевская лига 5. «Орион»

#### Подгруппа 2
1. Казанская лига 2. «Лефортово» 3. СК «Замоскворечье» 4. КЛИФ 5. «20-я верста»
Финал: «Пушкино» — Казанская лига — 4:1 и 7:1

### Категория новых клубов (II команды)
Победитель — КЛИФ — II
2. СК «Замоскворечье» — II 3. «Черкизово» — II 4. «20-я верста» — II 5. «Лефортово» — II